# Roger Ferdinand
Roger Ferdinand ou Roger-Ferdinand, est un dramaturge français, essentiellement de théâtre de boulevard, né à Saint-Lô le 6 octobre 1898 et mort à Palaiseau (Essonne) le 31 décembre 1967 .

## Biographie
Roger Ferdinand, Roger Maurice Ferdinand de son nom complet, a connu un grand succès populaire à la fin des années 1940 et durant les années 1950 avec sa pièce Les J3. Plusieurs de ses pièces ont été portées à l'écran et huit d'entre elles ont été jouées à la télévision, dans l'émission Au théâtre ce soir, entre 1966 et 1982. Il a présidé la Société des auteurs et compositeurs dramatiques (SACD) de 1946 à 1955 avant de diriger de 1955 à 1967 le Conservatoire national supérieur d'art dramatique.
Il est inhumé au cimetière de Saint-Lô. Le théâtre municipal de Saint-Lô perpétue sa mémoire en portant son nom, une rue et une école de Palaiseau également.

## Œuvres
- La Machine à souvenirs, Théâtre des Mathurins, 1924
- Irma, 1926
- Un homme en or Théâtre de l'Œuvre, 1927
- 7, rue de la Paroisse Théâtre des Arts, 1927
- La Foire aux sentiments, 1928
- Chotard et Cie, comédie en trois actes, Théâtre de l'Odéon, 1928
- Touche à tout Théâtre du Palais Royal, 1929
- Trois pour 100, mise en scène Gabriel Signoret, Théâtre Antoine, 1933
- Un homme en or, 1934
- Deux de la réserve, 1938
- Trois Artilleurs à l'opéra, 1938
- Un homme et sa femme, 1939
- Le Président Haudecœur, 1940
- L'Amant de Bornéo comédie en 3 actes et 4 tableaux de Roger-Ferdinand et José Germain, Théâtre Daunou, 28 janvier 1941
- Les J3, 1943
- Tess d'Urberville d'après Thomas Hardy, Théâtre Antoine, 1944
- Les Derniers Seigneurs, mise en scène Jacques Baumer, Théâtre Édouard VII, 1946
- Ils ont vingt ans, Théâtre Daunou, 19 mars 1948
- La Galette des Rois, mise en scène Jean Wall, Théâtre Daunou, 18 décembre 1949
- Cabrioles, Théâtre Édouard VII, 1950
- Le Père de Mademoiselle, 1953
- Les croulants se portent bien, 1959
- Le Signe de kikota, 1960
- Trente secondes d'amour, 1962
- La Foire aux sentiments, 1963
- Trois garçons, une fille, 1966
- Une femme qui ne cache rien, 1966
- Le mari ne compte pas, mise en scène Jacques Morel, Au théâtre ce soir, réalisation Pierre Sabbagh, Théâtre Marigny, 1969

## Scénariste, dialoguiste
- 1930 : Barcarolle d'amour d'Henry Roussel
- 1930 : Lévy et Cie d'André Hugon (dialogues)
- 1930 : La Lettre de Louis Mercanton
- 1931 : Quand on est belle d'Arthur Robison
- 1933 : Chotard et Cie de Jean Renoir
- 1934 : Trois pour cent de Jean Dréville
- 1934 : Un homme en or de Jean Dréville
- 1935 : Touche-à-tout de Jean Dréville
- 1936 : Coup de vent de Jean Dréville
- 1937 : La Dame de Vittel de Roger Goupillières
- 1937 : Troïka sur la piste blanche de Jean Dréville
- 1937 : Femmes de Bernard-Roland
- 1938 : Les Nouveaux Riches d'André Berthomieu
- 1938 : Trois Artilleurs à l'opéra d'André Chotin
- 1938 : Deux de la réserve de René Pujol
- 1940 : Le Président Haudecœur de Jean Dréville
- 1942 : Pension Jonas de Pierre Caron
- 1942 : L'Amant de Bornéo de Jean-Pierre Feydeau et René Le Hénaff
- 1943 : La Grande Marnière de Jean de Marguenat
- 1943 : Mademoiselle Béatrice de Max de Vaucorbeil
- 1945 : Échec au roy de Jean-Paul Paulin
- 1946 : Les J3 de Roger Richebé
- 1946 : Désarroi de Robert-Paul Dagan
- 1948 : Trois Garçons, une fille de Maurice Labro
- 1950 : Ils ont vingt ans de René Delacroix
- 1953 : Le Père de Mademoiselle de Marcel L'Herbier

## Télévision
- Ses pièces jouées pour l’Émission Au théâtre ce soir :
- 1966 : Trois garçons, une fille, mise en scène Jean Marchat, réalisation Pierre Sabbagh
- 1966 : Le Père de mademoiselle, mise en scène Fernand Ledoux, réalisation Georges Folgoas
- 1967 : Les J 3, mise en scène Robert Manuel, réalisation Pierre Sabbagh
- 1969 : Le mari ne compte pas, mise en scène Jacques Morel, réalisation Pierre Sabbagh
- 1970 : Les croulants se portent bien, mise en scène Robert Manuel, réalisation Pierre Sabbagh
- 1981 : L'Amant de Bornéo, Paul Armont, José Germain, mise en scène Michel Roux, réalisation Pierre Sabbagh
- 1981 : Le Président Haudecœur, mise en scène Jean-Laurent Cochet, réalisation Pierre Sabbagh
- 1982 : La Foire aux sentiments, mise en scène Jean Kerchbron, réalisation Pierre Sabbagh